# Dylan Jiménez
Pour les articles homonymes, voir Jiménez.
Jiménez  Arias est un nom espagnol. Le premier nom de famille, en général paternel, est Jiménez ; le second, en général maternel, souvent omis, est Arias.
Dylan Roberto Jiménez Arias, né le 27 mai 2002, est un coureur cycliste costaricien.

## Biographie
En 2021, Dylan Jiménez se distingue en devenant champion d'Amérique centrale du contre-la-montre espoirs,. Il termine également onzième du Tour du Panama. 

## Palmarès et résultats

### Par année
- 2021
  -  Champion d'Amérique Centrale du contre-la-montre espoirs
- 2022
  -  Champion du Costa Rica du contre-la-montre espoirs
  - Baranbio Garrastaxu
  - 2e du championnat du Costa Rica sur route espoirs
  - 2e du Laudio Saria
- 2023
  -  Médaillé d'argent du championnat d'Amérique Centrale du contre-la-montre espoirs
- 2024
  - 1re étape de la Vuelta a Chiriquí (contre-la-montre par équipes)
  - Vuelta a San Carlos : 
    - Classement général
    - 4e étape

  - 2e du Tour du Portugal de l'Avenir
- 2025
  - L’Étape Costa Rica by Le Tour de France[3]
  - 2e du championnat du Costa Rica du contre-la-montre

### Classements mondiaux
| Année                                 | 2022 | 2023  |
| ------------------------------------- | ---- | ----- |
| Classement mondial                    | nc   | 1361e |
| UCI America Tour                      | 199e | nc    |
|                                       |      |       |
| Légende : nc = non classéSource : UCI |      |       |